# Tordo-de-bicknell
O tordo-de-Bicknell (Catharus bicknelli) é um tordo de tamanho médio, com 17,5 cm e 28 g. Um dos pássaros canoros mais raros da América do Norte, ele se reproduz no topo de montanhas de coníferas e em habitats perturbados do nordeste da América do Norte. Embora muito semelhante em aparência e vocalização ao tordo-de-faces-cinzentas (Catharus minimus), as duas espécies, com duas áreas de reprodução completamente diferentes, diferem ligeiramente em sua morfologia e vocalizações. O nome foi dado em homenagem a Eugene P. Bicknell [en], um ornitólogo amador americano que fez a primeira descoberta científica da espécie em Slide Mountain, nas Montanhas Catskill, no final do século XIX. John Burroughs, em seu ensaio, “The Heart of the Southern Catskills” (1886), escreve efusivamente sobre a voz do tordo-de-Bicknell ouvida perto do cume em suas escaladas em Slide Mountain, e como em suas estadias nessa montanha ele não os viu em nenhum outro lugar a não ser “perto do cume”, e não viu nenhum outro tordo além do tordo-de-Bicknell.

## Descrição
O tordo-de-Bicknell é um pouco menor do que os outros tordos do gênero Catharus migratórios do norte, com um comprimento médio de aproximadamente 17 cm e um peso que varia geralmente de 26 a 30 g. Ambos os sexos são idênticos no campo e têm aproximadamente o mesmo tamanho, embora os machos sejam, em média, um pouco maiores no comprimento das asas. Os adultos são marrom-oliva a marrom nas partes superiores (cabeça, nuca, dorso), contrastando com a cauda tingida de castanho. O contraste é, no entanto, menos evidente na plumagem desgastada. As partes inferiores são esbranquiçadas com cinza nos flancos; o peito é esbranquiçado com uma coloração amarelada, mostrando manchas escuras que se tornam mais difusas nas laterais e na parte inferior do peito. As pernas são rosadas, o anel ocular é cinza-claro e as bochechas são cinza. Dois terços da mandíbula inferior são amarelos, enquanto a ponta da mandíbula inferior e a mandíbula superior são pretas. Em média, eles são um pouco menores do que o tordo-de-faces-cinzentas, mas são praticamente indistinguíveis na aparência externa. O canto é uma série confusa de tons semelhantes aos da flauta, terminando em uma nota mais aguda.

## Taxonomia
Membro da família Turdidae, o tordo-de-Bicknell pertence ao gênero Catharus. Esse gênero inclui doze espécies, cinco das quais são encontradas na América do Norte. O parente mais próximo do tordo-de-Bicknell é sua espécie irmã, o tordo-de-faces-cinzentas. Juntos, o tordo-de-faces-cinzentas e o tordo-de-Bicknell formam um par de espécies crípticas e, de fato, eram anteriormente considerados conspecíficos. Entretanto, a análise de DNA mostrou uma divergência entre as duas espécies há cerca de 1 milhão de anos.

## Habitat e área de distribuição
A área de reprodução dispersa do tordo-de-Bicknell se estende do sudeste de Quebec à Nova Escócia, no Canadá, e às ilhas do céu do norte da Nova Inglaterra e às Montanhas Adirondack e Montanhas Catskill, em Nova York. É o mais raro e mais secreto dos tordos reprodutores da América do Norte e é a única espécie de pássaro cuja área de reprodução é totalmente restrita à parte nordeste do continente. É um especialista em habitat em sua área de reprodução. É conhecido por favorecer florestas de coníferas de alta altitude afetadas por ventos fortes e condições de gelo intenso. Geralmente se reproduzem em altitudes mais elevadas, normalmente fazendo ninhos acima de 915 m. No entanto, não vivem apenas nesse habitat, mas também habitam florestas em sucessão que foram recentemente afetadas pelo setor florestal. Seu habitat é, portanto, melhor caracterizado por florestas altamente perturbadas, onde as árvores são pequenas e atrofiadas.
Por outro lado, o tordo-de-Bicknell é mais generalista em termos de habitat na migração. Os tordos-de-Bicknell e os tordos-de-faces-cinzentas, juntamente com o sábia-norte-americano, formam um grupo muito unido de espécies migratórias. As aves migram para as Grandes Antilhas, com cerca de 90% dos indivíduos invernando na Ilha de São Domingos (principalmente na República Dominicana, mas também no Haiti). Durante o inverno, eles vivem em florestas de folhas largas em várias altitudes, mas geralmente preferem altitudes mais elevadas. Foram registrados indivíduos invernantes nas cadeias de montanhas da Cordilheira Central, Sierra de Baoruco e Cordilheira Setentrional na República Dominicana, no Maciço de la Hotte no Haiti, na Cordilheira Central em Porto Rico, nas Montanhas Azuis na Jamaica e na Serra Maestra no leste de Cuba.

## Comportamento

### Vocalização
Vocalizando principalmente ao amanhecer e ao anoitecer, o canto é executado principalmente pelo macho, mas às vezes também pelas fêmeas. Como todos os tordos norte-americanos, o canto do tordo-de-Bicknell é semelhante a uma flauta. Aguda e vibrante, a música é composta de quatro frases: “chook-chook, wee-o, wee-o, wee-o-ti-t-ter-ee”. Diferentemente do tordo-de-faces-cinzentas, o tom da última frase é constante ou crescente.

O chamado principal é um assobio descendente chamado “Beer call”. Outros chamados incluem o chamado de rosnado dado em situações de alarme “crr-rr-rr” e o chamado de voo “cree-e-e”.
John Burroughs, em seu ensaio, “The Heart of the Southern Catskills” (1886), escreve efusivamente sobre a voz do tordo-de-Bicknell ouvida perto do cume em suas escaladas em Slide Mountain, e como em suas estadias nessa montanha ele não os viu em nenhum outro lugar a não ser “perto do cume”, e não viu nenhum outro tordo além do tordo-de-Bicknell.

### Reprodução
Os tordos-de-Bicknell têm um sistema de acasalamento incomum, no qual as fêmeas acasalam com mais de um macho. Essa prática, conhecida como poliandria, não é conhecida em outros tordos. Até quatro machos realizam tarefas relacionadas a um ninho, inclusive levar comida para os filhotes. É possível que as fêmeas decidam acasalar com mais machos quando as presas são menos abundantes. Acredita-se que a formação de pares ocorra após a chegada da fêmea ao local de reprodução no final de maio. O ninho em si é normalmente um copo volumoso feito de galhos e musgo, próximo ao tronco de uma conífera na base de galhos horizontais, geralmente 2 metros acima do solo. A fêmea constrói o ninho sozinha e põe três ou quatro ovos por ninhada. Enquanto o período de incubação é de cerca de duas semanas, os filhotes, alimentados por ambos os pais, crescem rapidamente, desenvolvendo-se em 12 dias, passando de filhotes do tamanho de amendoins a aves adultas com penas completas.

### Ecologia
Carrapatos, moscas da família Calliphoridae e piolhos são alguns dos parasitas com os quais o tordo-de-Bicknell precisa lidar. O esquilo-vermelho-americano é o principal predador de ovos e filhotes, de acordo com a ecologia de reprodução. Os predadores confirmados como caçadores de adultos que fazem ninhos são o tauató-miúdo, a doninha-de-cauda-longa [en] e a coruja-serra-afiada. Nos locais de nidificação, há pelo menos seis outros predadores suspeitos ou com probabilidade de depredar os ninhos e pelo menos três outros predadores que podem atacar os adultos que estão nidificando, sem contar os possíveis predadores durante a migração ou nos locais de invernada.

### Dieta
A dieta do tordo consiste principalmente de insetos, sendo os besouros e as formigas as principais presas. Eles também começam a comer frutas silvestres no final do verão (meados de julho), e continuam a fazê-lo durante a migração e nos locais de inverno. Eles se alimentam de insetos e frutas silvestres no inverno. Geralmente se alimentam no chão da floresta, mas também pegam moscas e coletam insetos da folhagem das árvores. Os indivíduos que comem frutas na área de invernada forrageiam mais alto na árvore do que aqueles que comem insetos. A técnica de forrageamento varia, mas o tordo-de-Bicknell procura principalmente por meio de pausas e espiadas, marcadas por saltos e voos curtos. Às vezes, o alimento é arranhado no chão, especialmente na área de invernada.

## Conservação e ameaças

### Monitoramento da população
Os dados do Mountain Birdwatch sugerem que as populações de tordo-de-Bicknell diminuíram em uma média de -3,88% ao ano (intervalo de credibilidade bayesiano de 95%: -5,27% a -2,52%) no norte da Nova Inglaterra e no nordeste de Nova York desde 2010. Os declínios mais acentuados (>60% de declínio entre 2010 e 2022, intervalo de credibilidade bayesiana de 95%: -75,31% a -33,33%) foram observados nas Montanhas Catskill em Nova York, EUA, a porção mais ao sul da área de reprodução global do tordo-de-Bicknell. Nesse ritmo, é possível que o tordo-de-Bicknell seja totalmente extirpado das Montanhas Catskill até 2050, com uma perda populacional estimada em mais de 95%. No entanto, as Montanhas Catskill provavelmente abrigam menos de 5% da população de tordos-de-Bicknell nos EUA. A espécie já foi extirpada de Massachusetts, sendo que o último registro foi no Monte Greylock [en]. A população de tordos-de-Bicknell nos EUA deve estar em torno de 70.000, e a população canadense é estimada entre 40.570 e 49.568, com uma população global de menos de 120.000. A espécie foi considerada uma espécie de “preocupação especial” pelo Comitê sobre o Status da Vida Selvagem Ameaçada de Extinção no Canadá em abril de 1999. Posteriormente, foi reexaminada para considerar o C. bicknelli “ameaçado” em novembro de 2009, e foi reavaliada novamente como tal em dezembro de 2022.

### Ameaças
Seu número está diminuindo em algumas partes de sua área de distribuição já limitada como resultado da destruição do habitat. Os cientistas acreditam que a poluição industrial é um dos principais motivos do declínio do abeto vermelho, um elemento importante no habitat do tordo-de-Bicknell nos Estados Unidos. Os metais pesados transportados pelo ar também podem danificar as florestas de alta altitude no nordeste dos Estados Unidos. Além disso, com base nos aumentos substanciais de dióxido de carbono esperados até o final do século, os cientistas preveem uma redução radical das florestas de abeto balsâmico [en] no leste dos Estados Unidos e no Canadá. Se as temperaturas médias globais aumentarem e as florestas mudarem tanto quanto o previsto, é muito provável que o habitat do tordo-de-Bicknell seja alterado de forma que possa afetar seriamente a sobrevivência da espécie. De fato, os modelos preveem que o tordo-de-Bicknell perderá mais de 50% de seu habitat de reprodução nos próximos 30 anos. Além disso, o desenvolvimento recreativo, as torres de telecomunicações e o aumento dos moinhos de vento são uma das principais causas da fragmentação e deterioração do habitat.
As práticas de engenharia florestal industrial, embora possivelmente prejudiciais, podem ser modificadas para ajudar nos esforços de conservação para proteger o tordo-de-Bicknell. Embora sejam necessários mais estudos, a aparente aceitação pelo pássaro de certas florestas comerciais de segundo crescimento promete possibilidades de habitats de tordo-de-Bicknell “crescentes” feitos pelo homem no futuro.
Espécies introduzidas são riscos em potencial em toda a área de distribuição do tordo; alces introduzidos na Ilha do Cabo Bretão consomem as mudas das espécies de árvores nas quais as aves se reproduzem, e ratazanas e ratos-pretos invasores no Caribe podem representar uma ameaça em potencial. Com as mudanças climáticas que aumentam a temperatura nas montanhas, o tordo-de-Bicknell pode sofrer concorrência assimétrica e agressiva do sabiá-de-óculos [en] (Catharus swainsoni).
O tordo-de-Bicknell tem uma concentração mais alta de mercúrio no sangue do que qualquer outro tordo de Catharus de baixa altitude. O nível de mercúrio aumenta muito com a altitude e sua concentração se bioacumula na rede alimentar, provavelmente explicando por que diminui à medida que a estação de reprodução avança e as aves começam a se alimentar mais de frutas. Altas concentrações de mercúrio podem causar prejuízo à reprodução.
Há também uma preocupação considerável com a degradação dos habitats de inverno do tordo-de-Bicknell. As florestas nativas da República Dominicana estão sob considerável pressão de eventos naturais, como furacões, bem como de mudanças decorrentes de atividades agrícolas, especialmente em baixas altitudes. As terras florestadas do Haiti foram quase eliminadas e, em Cuba, a maior parte do habitat adequado conhecido existe apenas em parques protegidos.

### Gerenciamento
Sabe-se que poucas ações de gerenciamento estão em vigor, embora os procedimentos de gerenciamento para a conservação da espécie tenham sido estabelecidos pelo International Bicknell's Thrush Conservation Group (IBTCG). Perto de pistas de esqui, manter a vegetação nas bordas em um declive gradual e manter grandes “ilhas” florestais entre as folhas melhora o habitat do tordo-de-Bicknell. Limitar o manejo da vegetação fora da época de reprodução perto do topo das montanhas é outra maneira de diminuir a perturbação. Em áreas onde as infraestruturas são construídas em um habitat favorável para o tordo-de-Bicknell, recomenda-se a restauração de modificações não permanentes no ambiente por meio de reflorestamento. Outra medida sugerida é a sinalização ou barreiras ao longo das trilhas que levam à infraestrutura para minimizar a perturbação. Como as florestas em regeneração são conhecidas por serem um bom habitat para essa espécie, garantir a regeneração contínua da floresta após os cortes rasos beneficia o tordo-de-Bicknell. Na área de inverno, o reflorestamento de terras agrícolas é uma forma proposta para proteger esse tordo em declínio.